# ОШ „Братство” Нови Пазар
Основна школа „Братство” је основна школа која се налази на адреси Гојка Бачанина 50 у Новом Пазару. 

## Опште информације
Једна је од највећих школа у Новом Пазару, основана је 1970. године, а њену наставу похађа око 1600 ученика.
Школа поседује петнаест савремен опремљених учионица, као и базен, а у њој постоји бесплатна школа пливања за основце, од стране лиценцираних треенера. У оквиру школе налази се атријум, где се организују разне радионице, а већ неколико година и Фестивал Науке.